# Kiwity (województwo zachodniopomorskie)
Kiwity (do 1945 niem. Kiewitt) – osada w Polsce położona w województwie zachodniopomorskim, w powiecie gryfińskim, w gminie Mieszkowice. Miejscowość wchodzi w skład sołectwa Zielin.
W latach 1975–1998 miejscowość administracyjnie należała do województwa szczecińskiego.

## Nazwa
1820, 1856 Kiewitz

## Historia
W końcu XVIII w. i w XIX w. Kiwity wraz z Nowinami i Starzynem należały do majątku Zielin.

## Ludność
Liczba ludności w ostatnich 3 wiekach: